# Jacques Bonhomme
Pour les articles homonymes, voir Bonhomme et Callet.
Jacques Bonhomme est le nom attribué par Jean Froissart à Guillaume Caillet ou Callet. On trouve aussi Guillaume Carle, Cale ou Karle. C’était le chef des paysans du nord de la France  qui s’étaient révoltés en 1358 . 
En réalité, derrière l'expression « Jacques Bonhomme », les sources de l'époque désignent l'ensemble des révoltés de la Grande Jacquerie. 

## Biographie
Guillaume est vraisemblablement né dans le village de Mello dans le Beauvaisis. Son nom est attesté par les lettres de rémissions produites par l'autorité royale à l'issue de la révolte. Les chroniques et cartulaires de l'époque le décrivent comme un homme d'un certain charisme, « un homme bien sachant et bien parlant, de belle figure et forme. »
En mai 1358, les paysans révoltés, les Jacques, le prirent pour chef et le nommèrent « roi » ou « capitaine souverain du plat pays » ; il refusa tout d'abord le commandement mais, menacé de mort, s'inclina. Il était accompagné d'un membre de l'ordre des Hospitaliers et d'un certain Jacques Bernier de Montataire.
Il essaya en vain d'établir un front commun avec les Parisiens regroupés derrière Étienne Marcel. Attiré dans le camp nobiliaire par ruse, il fut capturé par Charles le Mauvais, qui le fit mourir en le couronnant d'un trépied de fer rougi au feu. D'autres sources avancent qu'il fut par la suite décapité sur la place de Grève de Clermont-en-Beauvaisis.

## Origine du nom
« Cessez, cessez, gendarmes et piétons,
De pilloter et manger le bon homme
Qui de longtemps Jacqu' Bon-Homme se nomme »

— Roger de Collerye,
.
Le mot « jacques » était le sobriquet que les nobles donnaient aux paysans. Selon certains  le mot est une synecdoque et trouve son origine du fait que les paysans portaient une veste courte appelée « jacque ». En ancien français, la « jacque » était un habillement court et serré.
Jusqu'au XIIIe siècle, les « bonhommes » ou « parfaits » étaient ceux qui jouaient le rôle de prêtres chez les cathares,.
La chronique de Jean de Venette précise que ce sobriquet de « Jacques Bonhomme » fut attribué par les nobles aux paysans, pour les tourner en ridicule.

## Postérité
- Dans la bande dessinée de Blake et Mortimer Le Piège diabolique, Mortimer, qui voyage dans le temps, se retrouve mêlé à une jacquerie du XIVe siècle menée par un certain Jacques Bonhomme.
- En 1972, le collège de Nanteuil-le-Haudouin est baptisé Guillaume-Cale.
- En 2023, Mathilde Paix met en couleur son histoire dans la bande dessinée Jacques Bonhomme aux éditions Pain Perdu.